# Proconura yamamotoi
Proconura yamamotoi är en stekelart som först beskrevs av Akinobu Habu 1976.  Proconura yamamotoi ingår i släktet Proconura och familjen bredlårsteklar. Inga underarter finns listade i Catalogue of Life.